# NVI F.K.33
De NVI F.K.33 was een, in 1925 gebouwd, Nederlands verkeersvliegtuig van de Nationale Vliegtuig Industrie (NVI). Het door Frits Koolhoven ontworpen toestel was een conventionele hoogdekker en had plaats voor tien passagiers in een gesloten cabine. 
Het vliegtuig had drie motoren en de plaatsing van de motoren was ongebruikelijk. Terwijl twee motoren waren gemonteerd tussen de steunbalken die de vleugels en de hoofdonderdelen van het onderstel ondersteunden, werd de derde motor, die een duwpropeller aandreef, op een stel steunbalken boven de vleugel gemonteerd. Geen van de drie motoren was in een beschermende motorgondel geplaatst.

## Historie
Toen de KLM in 1924 op zoek was naar een driemotorig verkeersvliegtuig voor twaalf passagiers kwam men in eerste instantie uit bij Frits Koolhoven van de NVI. De KLM had een betrouwbaar passagierstoestel dat geschikt was voor nachtvluchten nodig en hoopte dat de F.K.33 met drie motoren die belofte kon inlossen. Bij motorpech kon men dan immers nog 'gewoon' doorvliegen.
De F.K.33 kende in de aanloopfase echter diverse problemen en ongevallen. Bovendien vielen de prestaties tegen en voor de KLM technische dienst werden, met de opkomst van luchtgekoelde motoren, de watergekoelde Armstrong Siddeley motoren een vreemde eend in de bijt. Het vliegtuig kreeg de bijnaam "Dikke Dirk" en er is uiteindelijk maar één exemplaar van gebouwd. De KLM heeft met de F.K.33 nog gevlogen op Amsterdam-Parijs, Londen en Malmö. Hierna werd het vliegtuig, na slechts 85 vlieguren, in 1928 verkocht aan een Duits bedrijf. Het toestel is daarna gebruikt voor het maken van luchtreclame.
De KLM koos, in plaats van de NVI F.K.33, uiteindelijk voor aanschaf van de (luchtgekoelde) driemotorige Fokker F.VIIa/3m en de iets grotere Fokker F.VIIb/3m.